# 升州 (江苏省)
升州，唐朝末年、五代十国时期和北宋在今江苏省境内设立的州。治所在今南京市。
唐僖宗光启三年（887年）以上元、句容、溧水、溧阳四县设置，倚郭上元县，以事实割据者张雄、冯弘铎为刺史。冯弘铎名义上依附割据淮南的淮南节度使杨行密，后被其兼并。唐朝灭亡后，昇州属于杨行密家族建立的吴政权，后升为金陵府，并置江宁县，与上元县同为倚郭。南唐代吴后，改为江宁府，并建为西都。宋平定江南后，又降江宁府为昇州。天禧二年（1018年）二月丁卯，宋真宗加封儿子赵祯（宋仁宗）为昇王。因赵祯身为真宗唯一的儿子，兼具储君和未来皇帝的身份。次日，升州即做为升王名义上的封地，升为建康军江宁府。是此后“潜藩升府”制度的雏形。建炎南渡後改为建康府。

## 历任长官
唐朝升州刺史
- 韦黄裳（758年）
- 颜真卿（759年）
- 侯令仪（760年）
- 姜昌群（760年）
- 王忠臣（761年）
- 魏广业（唐肃宗时）
- 柳奕（唐肃宗时）
- 裴某（唐肃宗时）
- 张雄（890年—893年）
- 冯弘铎（893年—902年）
- 李神福（902年—903年）
- 秦裴（903年—906年）[3]

五代十国升州刺史
- 徐温（917年—920年）
- 金陵府尹（920年—937年）
- 江宁府尹（937年—975年）

北宋知升州刺史
- 杨克逊（976年—977年）
- 贾黄中（977年—980年）
- 刘保勋（980年）
- 韩遂（980年—983年）
- 许骧（984年—985年）
- 源护（985年—988年）
- 雷有终（988年—990年）
- 卢文正（990年—991年）
- 陈钦祚（991年—994年）
- 高象先（994年）
- 郭异（994年—995年）
- 李伟（995年—996年）
- 宋覃（997年—998年）
- 张继美（998年—999年）
- 吕祐之（999年）
- 李若拙（999年）
- 刘知信（1001年—1004年）
- 马亮（1004年—1007年）
- 张詠（1007年—1012年）
- 薛映（1012年—1015年）
- 马亮（1015年—1016年）
- 丁谓（1016年—1018年）